# Antes y después
«Antes y después» es una canción y sencillo debut de Andrés Ciro Martínez y su grupo Los Persas, incluida en su álbum debut titulado Espejos del año 2010. La canción es del género rock alternativo, y es considerada por muchos como la mejor canción del grupo. Fue lanzada como sencillo el 12 de octubre de 2010.

## Video musical
El video musical oficial se estrenó el 12 de octubre de 2010, el cual muestra varios dibujos y al vocalista y líder del grupo musical, Andrés Ciro Martínez.

## Versión en vivo:Qué placer verte otra vez(2015)
En octubre del 2014, la canción fue grabada en vivo en el Estadio de Ferro, siendo publicado como sencillo el 17 de julio de 2015, que proviene del álbum Qué placer verte otra vez.
Esta versión en vivo de la canción ganó el Premio Carlos Gardel de 2016 en la categoría "canción del año".

## Video musical (en vivo)
El video musical de la versión en vivo muestra el concierto del grupo dado el día 18 de octubre de 2014 en el Estadio Arquitecto Ricardo Etcheverri ante más de 30 mil personas durante su gira 27/Qué placer Tour, que empezó en el año 2012 y terminó en 2016.